# Zeven teksten
Zeven teksten is een artistiek kunstwerk in Amsterdam-Oost.

## Inleiding
In 2007 wilde de gemeente Amsterdam en met name stadsdeel Amsterdam-Centrum enkele tramhaltes van tramlijn 10 rond de kruising Czaar Peterstraat, Nieuwe Vaart en Sarphatistraat opfleuren met kunst. Volgens de site “Buitenbeeld in beeld” begeleidde het Amsterdam Fonds voor de Kunst de kunstwerken. Het zouden er vier worden:
- de halte Alexanderplein, Amsterdam kreeg een kunstwerk van Q.S. Serafijn dat teruggreep op een groots vuurwerk in 1697, dat plaats vond ter ere van tsaar Peter de Grote
- de halte Sarphatistraat bij de Hoogte Kadijk kreeg een weergave van het sterrenbeeld Grote Beer; het was een lichtinstallatie, dat verwees naar de vijf bolwerken die hier in de buurt waren gebouwd
- De Geuzen ontwierp voor de halte Eerste Coehoornstraat, in de Czaar Peterstraat een communicatiekunstwerk; men moest een op de abri vermeld telefoonnummer bellen; inbellen leverde plaatjes met tekst en geluid op, die op de smartphone werden opgeslagen
- Zeven putten was een kunstwerk van Loek Grootjans en Rob Moonen bij de halte Eerste Leeghwaterstraat – Czaar Peterstraat.

Het initiatief uit 2007 verwaterde snel en steeds nieuwe ingrepen in tramhaltes zorgden ervoor dat de eerste drie kunstwerken verdwenen.     

## Zeven teksten
Ook het kunstwerk van Grootjans en Moonen ging deels verloren. In opzet waren het zeven met glas afgedekte putten, waarbij de kijker de grond in kon kijken en zo de geschiedenis van de bodem kon teruglezen. Ook dit kunstwerk ging deels verloren. In eerste instantie nog verlicht, viel dat uit. Afbeeldingen op de glazen deksels gingen verloren. Wat overbleef (althans tot 2024) waren zeven korte teksten op metalen stoeptegels; het zijn teksten zonder interpunctie; de lezer moet zelf ontdekken waar de tekst begint. Een luidt: Voor diepgang moet je graven. 
Of het kunstwerk ook na 2024 te zien is, is de vraag. Volgens een planning uit 2022 wordt de tramhalte opgeheven en ontstond de vraag of dit toch al gehavende kunstwerk gehandhaafd of herplaatst dient te worden. Daarbij kwam naar voren dat de metaalplaten bij nat weer tot (uit)glijpartijen leidden. Er gingen stemmen op om het kunstwerk te ontzamelen (vernietigen) omdat de reden en bedoeling van plaatsing verloren is gegaan; het object niet werd (meer) beheerd. Anderzijds gaven de kunstenaars aan dat het kunstwerk wel had bijgedragen in hun ontwikkeling als kunstenaar. In 2023 werd derhalve voorgesteld om contact op te nemen met de kunstenaars Grootjans en Moonen over de verdere ontwikkeling.
Aan de Czaar Peterstraat is nog een tekst te lezen, maar dan hoog in de gevel: Ik heb ze lief van Margerite Luitwieler.